# Alchemilla decurrens
Alchemilla decurrens é uma espécie de rosácea do gênero Alchemilla, pertencente à família Rosaceae.